# Charlie Avis
Charlie Avis (* 12. Februar 1991) ist ein US-amerikanischer Straßenradrennfahrer.
Charlie Avis gewann 2008 eine Etappe bei dem Juniorenrennen Tour de l’Abitibi und belegte in der Gesamtwertung den zweiten Platz hinter dem Sieger Arnaud Jouffroy. Im nächsten Jahr wurde er beim Coupe des Nations Abitibi Zweiter in der Gesamtwertung und er wurde US-amerikanischer Meister im Einzelzeitfahren der Juniorenklasse. Seit 2010 fährt Avis für das Continental Team Trek Livestrong U23.

## Erfolge
2009
- US-amerikanischer Meister – Einzelzeitfahren (Junioren)

## Teams
- 2010 Trek Livestrong U23 (bis 31. Juli)
- 2011 Trek Livestrong U23
- 2012 Bontrager Livestrong Team (ab 1. August)